# 哈日根廷淖日
哈日根廷淖日，又名哈尔干图湖，是位于中国内蒙古自治区呼伦贝尔市新巴尔虎左旗嘎拉布尔苏木东南的一个湖泊。其位置约在东经118°26′，北纬49°11′。湖面海拔610米，面积达1平方公里。该湖的沉积物主要为芒硝和石盐。哈日根廷淖日在蒙古语中的意思是有锦鸡的湖。